# Муссаву, Пьер-Клавер
Пьер-Клавер Муссаву (фр. Pierre Claver Moussavou; род. 8 апреля 1952) — габонский государственный деятель. С 2017 по 2019 год занимал должность вице-президента Габона. Является председателем Социал-демократической партии Габона.

## Биография
Родился в семье, принадлежащей к народу пуну в Муиле. Изучал историю экономики в Университете Омар-Бонго и Университете Рена. Защитил докторскую диссертацию в Парижском университете всего за два года, его диссертация под названием «L’aide publique de la France au développement du Gabon» была опубликована на французском и английском языках в начале 1980-х годов. Вернулся в Габон в 1978 году, работал Генеральным инспектором по финансам, экономическим и финансовым советником правительства, а затем управляющим филиала Международного валютного фонда.
В 1990 году основал Социал-демократическую партию Габона. Баллотировался от партии на президентских выборах 1993 и 1998 годов, ни разу не набрав 1 % голосов. Несмотря на это, президент Габона Омар Бонго с середины 1990-х назначил его главой нескольких министерств: планирования, сельского хозяйства, транспорта, гражданской авиации и туризма.
В 2006 году избран мэром второго округа Муилы, но был отстранен от должности в следующем году, поскольку законодательство Габона запрещало действующим парламентариям работать в качестве местных политических представителей. На выборах он сначала выставил несколько доверенных лиц, но впоследствии снял их всех и объявил, что его партия бойкотирует голосование. Также прервал подсчет голосов, принеся урну для голосования к себе домой на несколько часов.
После смерти Омара Бонго Ондимбы объявил о своем намерении баллотироваться на президентских выборах 2009 года. Отавался министром технического образования во временном правительстве Поля Бийоге Мба, но после критики со стороны других оппозиционных партий ушел в отставку за три недели до выборов. Его основная деятельность заключалась в том, чтобы способствовать приросту населения до 5 000 000 человек, передать больше полномочий регионам, удвоить минимальную заработную плату и повысить финансовую прозрачность. Он получил 0,76 % голосов.
После ухода из правительства в августе 2009 года вернулся в Национальное собрание. 6 февраля 2010 года, обсуждая парламентскую работу с медицинским персоналом в Муиле, он сказал, что Социал-демократическая партия остаётся частью президентского большинства, поддерживающего президента Али Бонго. Также положительно отозвался о бюджете на 2010 финансовый год, отметив сумму денег, выделенную на инвестиции, хотя также раскритиковал отказ от выделения средств на различные проекты, начатые во время президентства Омара Бонго.
Участвовал в общенациональном политическом диалоге 2017 года в качестве представителя оппозиции. Был одним из немногих лидеров оппозиции, участвовавших в диалоге, который бойкотировали Жан Пин и его союзники. Во время диалога Пьер-Клавер Муссаву выступал в качестве одного из двух представителей оппозиции вместе с Рене Ндемезо Обиангом. Маганга Муссаву выступал за отмену запрета занимать пост мэра во время работы в парламенте. После окончания диалога был назначен вице-президентом Габона 21 августа 2017 года. 21 мая 2019 года был снят с должности из-за участия в незаконной торговле древесиной с китайской фирмой.